# Absoute

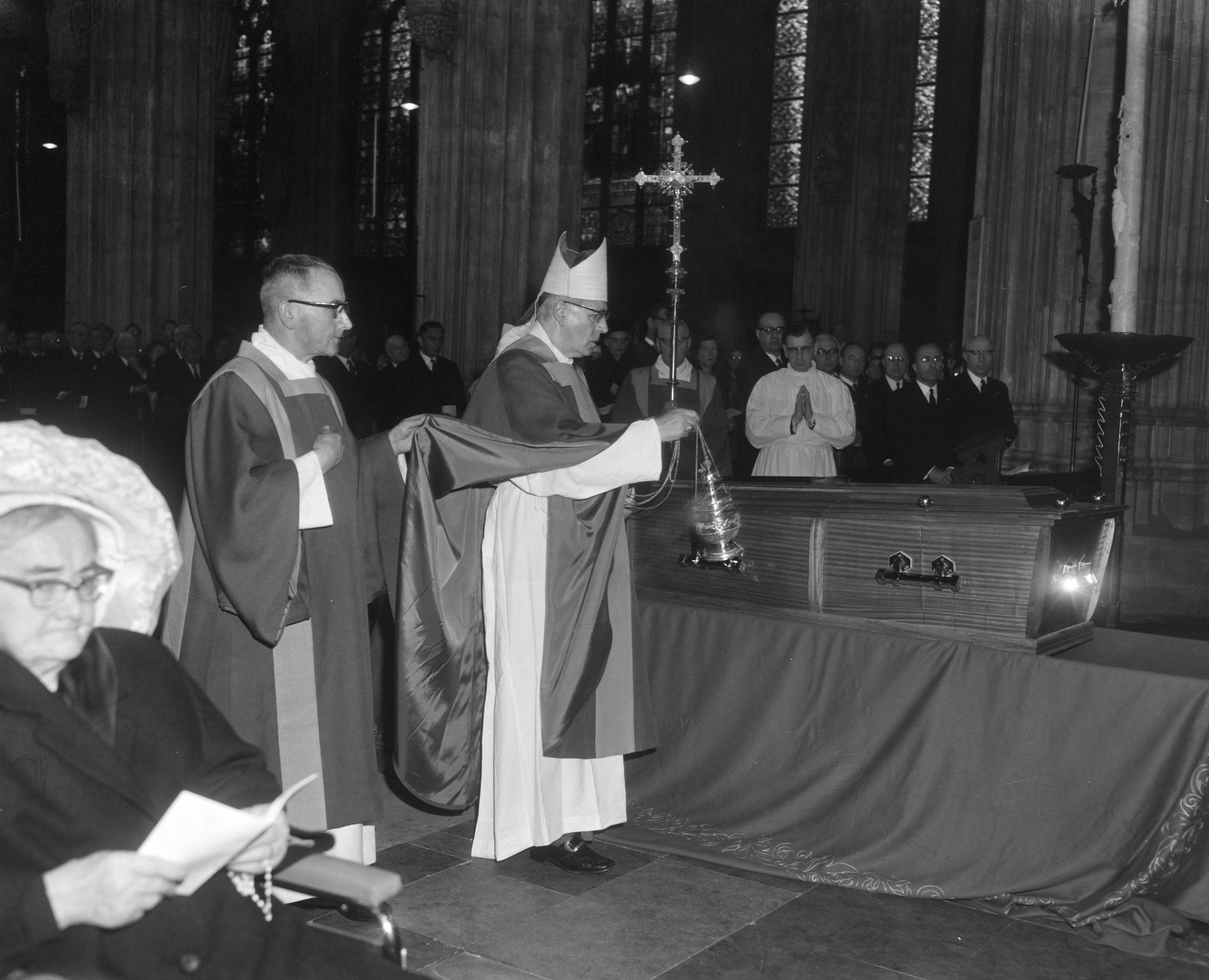
Absoute door Kardinaal Alfrink bij begrafenis mgr. Bekkers, (vrouw met poffer is zijn moeder) 1966.

De absoute (eigenlijk absolutio) is De laatste aanbeveling ten afscheid of De laatste smeking. Dit ritueel is aan het einde van de katholieke uitvaartliturgie waarbij de lijkbaar wordt besprenkeld met wijwater en bewierookt, onder het uitspreken van begeleidende gebeden. Deze gebeden spreken hoofdzakelijk over het oordeel Gods waarvoor het gebed van de Kerk de overledene wil behoeden. Het is ook een laatste eerbetoon aan het lichaam van de overledene.
Absoute is afkomstig van absolvere, wat 'losmaken' of 'bevrijden' betekent. Ook de absolutie stamt van dit woord, ook al is de ritus van de absoute geen vorm van absolutie. Daarna wordt, meestal onder het zingen van het In Paradisum de overledene de kerk uitgedragen, waarna de begrafenis plaatsvindt.

## Liturgie
De orde van dienst bij de Absoute zoals hierboven beschreven is de gangbare. Echter, enkele geloofsgemeenschappen in Nederland prefereren de Tridentijnse mis, de liturgie van voor het Tweede Vaticaans Concilie in 1965. Deze is als volgt:
Na de heilige Mis gaat de priester bij de lijkbaar staan en bidt het gebed Non intres in judicium .... Het koor zingt daarna het Libera me. Vervolgens bidt de priester het Kyrie eleison. Terwijl het Onze Vader in stilte wordt gebeden, gaat de priester tweemaal om de lijkbaar, die hij met wijwater besprenkelt en daarna bewierookt. Vervolgens bidden de priester en gelovigen luidop Et ne nos inducas in tentationem .... Ten slotte bidt de priester het gebed van de absolutio: Oremus, Deus, cui proprium est misereri semper et parcere, ....